# AFI

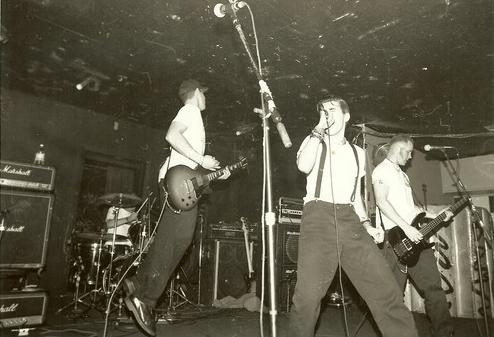
AFI (1995)

AFI (сокр. A Fire Inside, англ. «Пламя внутри») — американская альтернативная рок-группа, основанная в городе Юкайа в 1991 году.

## История

### Ранние годы
В 1991 году Дэйви Хэвок (вокал), Адам Карсон (ударные), Маркус Стофолезе (гитара) и Вик Чалкер (бас), жившие в небольшом городке Юкайа, основали ныне всемирно известную группу AFI. Последнего спустя несколько месяцев выгнали, и его место занял Джефф Кресге. В 1993 году группа выпустила свой первый мини-альбом Dork EP, совместно с группой «Loose Change», в которой играл их будущий гитарист Джейд Пьюджет.
Пластинки группы не раскупались быстро и на концертах обычно было мало зрителей. Казалось, что здесь и закончится история молодой группы, тем более что её участникам нужно было поступать в колледжи, только Джефф Кресге остался верен музыке и ушёл играть в Blanks 77. Однако на рождественском воссоединительном концерте музыканты поняли, что в их жизни главное место занимает музыка, и бросили всё ради группы. В период с 1994 по 1995 год группа выпускает ещё несколько мини-альбомов. Их первый полный студийный альбом «Answer That and Stay Fashionable» вышел в 1995 году. Их второй альбом «Very Proud of Ya» вышел уже через год, гитарные риффы стали более резкими, а тексты отвергали существующую реальность.
В этом же году во время записи третьего студийного альбома «Shut Your Mouth and Open Your Eyes» из группы уходит Джефф Кресге и его место, пока временно, занимает Хантер Бёрган.

### Дальнейшая история
После выпуска «A Fire Inside EP» в 1998 году в группе окончательно закрепился новый басист, а также пришёл закончивший колледж Джейд Пьюджет. Этим составом, который существует и по сей день, в 1999 году группа записывает альбом «Black Sails in the Sunset». Фанаты отмечают, что звучание группы стало более мрачным. Несколько месяцев спустя выходит All Hallow's EP, бывший первым всплеском на пути AFI к мировой известности. На песню Totalimmortal из этого мини-альбома The Offspring делают кавер, который транслируют на радио по всей Америке.
В 2000 году группа записывает альбом «The Art of Drowning». Он дебютировал в чарте Billboard на 174 месте, а сингл «The Days Of The Phoenix» стал настолько популярен, что группа покидает свой лейбл Nitro Records и подписывает контракт с Dreamworks.
Вышедший в 2003 году шестой студийный альбом «Sing the Sorrow» отличался совершенно иным звучанием, чем прошлые релизы. Группа переключилась на альтернативный рок, позволяющий по-другому взглянуть на своё творчество. Харизма мелодий прошлых лет никуда не ушла, однако это не помешало музыкантам создать такие экспериментальные композиции, как This Time Imperfect.
C 2004 по 2006 год группа выпускает несколько хитов, в их числе «Love Like Winter» и «Miss Murder», которые позже составят альбом «Decemberunderground» — самый успешный на тот момент альбом группы, дебютировавший на первом месте в чарте Billboard 200.
В 2007 году Дэйви и Джейд создали свой сайд-проект Blaqk Audio (который они задумали ещё в начале десятилетия) и выпустили дебютный альбом «CexCells», в который вошли двенадцать треков. Музыку писал Джейд, слова — Дэйви. И если Дэйви остался верен направленности своих текстов, то Джейд попробовал себя в новом амплуа, перебравшись за синтезатор. Это отступление от привычного фанатам стиля игры вызвало противоречивые суждения, однако альбом прошёл на ура.
29 сентября 2009 года — дата релиза нового альбома Crash Love. Сам Дэйви говорит, что это лучшая работа группы и что он очень гордится этим альбомом.
Первые студийные сессии «Crash Love», стартовавшие осенью 2008-го в Лос-Анджелесе, проходили при участии продюсера Дэвида Ботрилла. Однако спустя некоторое время музыканты решили привлечь другого специалиста — Джо МакГрата, известного по работе с Morrissey, Alkaline Trio и Blink-182. Новый диск включает в себя композиции, записанные в ходе обеих сессий.
Сообщается также, что в нескольких новых песнях был задействован «сводный хор» поклонников AFI. В декабре прошлого года музыканты попросили своих фанатов из The Despair Faction прислать на их адрес свои любительские видео — дабы свести более «плотное» знакомство с поклонниками и узнать, чем живёт и дышит их гвардия. Пять победителей конкурса получили возможность посетить музыкантов в студии и записать бэк-вокал для нескольких треков.
Что касается стилистики нового альбома, то, по словам Хантера Бёргана, он более «рок-ориентированный», однако также включает в себя несколько «непривычно изысканных» композиций. «Я никогда ещё не гордился так ни одной нашей записью», — сообщил фронтмен группы Дэйви Хэвок. «Я действительно верю, что это наша лучшая запись. Кажется, что мы сделали лучший альбом. Мы не планировали делать именно это, но мы достигли именно того, что благодаря этому альбому мы запомнимся надолго».

## Состав
- Дэйви Хэвок — ведущий вокал
- Джейд Пьюджет — гитара, клавишные, программирование, бэк-вокал
- Хантер Бёрган — бас-гитара, клавишные, программирование, бэк-вокал
- Адам Карсон — ударные, бэк-вокал

## Дискография

### Студийныеальбомы
- 1995: Answer That and Stay Fashionable
- 1996: Very Proud of Ya
- 1997: Shut Your Mouth and Open Your Eyes
- 1999: Black Sails in the Sunset
- 2000: The Art of Drowning
- 2003: Sing the Sorrow
- 2006: Decemberunderground
- 2009: Crash Love
- 2013: Burials
- 2017: AFI (The Blood Album)
- 2021: Bodies

## Видеография

### DVD
- 2003: Sing the Sorrow (Limited Edition DVD)
- 2006: I Heard A Voice (Live from Long Beach Arena)

### Клипы
- 1996: «He Who Laughs Last…»
- 1997: «Third Season»
- 1999: «Totalimmortal»
- 2000: «The Days of the Phoenix»
- 2003: «Girl’s Not Grey»
- 2003: «The Leaving Song Pt. II»
- 2004: «Silver and Cold»
- 2006: «Miss Murder»
- 2006: «Love Like Winter»
- 2009: «Medicate»
- 2010: «Beautiful Thieves»
- 2013: «I Hope You Suffer»
- 2013: «17 Crimes»
- 2014: «A Deep Slow Panic»
- 2016: «White Offerings»
- 2016: «Snow Cats»
- 2017: «Aurelia»
- 2017: «Hidden Knives»
- 2019: «Get Dark»
- 2021: «Looking Tragic»
- 2021: «Dulcería»
- 2021: «On Your Back»
- 2021: «Tied To A Tree»